# San Cristóbal de Almendres
San Cristóbal de Almendres es una localidad del municipio burgalés de Merindad de Cuesta-Urria, en la comunidad autónoma de Castilla y León (España).

## Localidades limítrofes
Confina con las siguientes localidades:
- Al norte con San Martín de Mancobo.
- Al noreste con Valmayor de Cuesta Urria.
- Al este con Almendres.
- Al sur con Cebolleros.
- Al suroeste con Pradolamata.
- Al noroeste con Moneo.

## Demografía
Evolución de la población
| Gráfica de evolución demográfica de San Cristóbal de Almendres entre 2000 y 2017 |
|                                                                                  |
| Población de derecho (2000-2017) según el padrón municipal del INE               |

## Historia
Así se describe a San Cristóbal de Almendres en el tomo VII del Diccionario geográfico-estadístico-histórico de España y sus posesiones de Ultramar, obra impulsada por Pascual Madoz a mediados del siglo XIX:

Barrio en la provincia de Burgos, partido judicial de Villarcayo; es uno de los dos que componen la villa de Almendres (V.).
Diccionario geográfico-estadístico-histórico de España y sus posesiones de Ultramar